# 亞塞尼夫斯基
48°9′38″N 39°13′3″E / 48.16056°N 39.21750°E
亞塞尼夫斯基（烏克蘭語：Ясенівський）是位於烏克蘭東部的市級鎮，由盧甘斯克州羅韋尼基區的安特拉齊特市鎮負責管轄。該鎮始建於1892年，海拔高度200至250米，面積5.4平方公里，2011年人口9,017，人口密度每平方公里1,669.8人。
該鎮自2014年的顿巴斯战争已被卢甘斯克人民共和国佔領。2023年2月7日，烏克蘭的游擊隊摧毀了於該鎮附近的鐵路軌，以減慢俄方的補給。